# Enrique Ventura
Enrique Ventura Álvarez (Madrid, 22 de septiembre de 1946 - Madrid, 25 de marzo de 2024) fue un dibujante, animador y novelista español. Su obra más conocida fue la serie de historieta Grouñidos en el desierto en El Jueves, creada junto al guionista Miguel Ángel Nieto y firmada por ambos como Ventura & Nieto. Además ilustró numerosas portadas de videojuegos, entre ellas la de Freddy Hardest, y fue responsable del diseño de personajes de la serie Mofli, el último koala.

## Biografía
Después de dejar los estudios de Arquitectura para centrarse en la publicidad, Enrique Ventura comenzó a dibujar historieta y formó el dúo Ventura & Nieto junto con su primo, el guionista Miguel Ángel Nieto Ventura (1947-1995). Su primera obra común fue la serie infantil Sam y la morsa (1971) en la revista Molinete. A esta le siguieron dos series de humor en la revista Trinca, Es que van como locos y Maremagnum (1972), y otra satírica en Euredit, King Tongo (1973). El dúo estableció su residencia en Cataluña: primero en Cadaqués y posteriormente en Barcelona.
A partir de 1974 comenzaron a trabajar en revistas satíricas para adultos, primero El Papus y posteriormente El Jueves. En 1979 el dúo puso en marcha la que sería su serie más emblemática, Grouñidos en el desierto, con historias surrealistas en blanco y negro protagonizadas por Julius, un personaje con gran parecido a Groucho Marx.
Su mayor etapa creativa tuvo lugar en los años 1980. Además de publicar Grouñidos, hizo numerosas colaboraciones para revistas de humor, historieta e información, tanto españolas como extranjeras. En 1985 asumió el diseño de producción de la película El caballero del dragón de Fernando Colomo, donde Miguel Ángel Nieto trabajó como guionista. Y en 1987 fue diseñador de personajes en la serie de dibujos animados Mofli, el último koala, emitida por Televisión Española y dirigida por Jordi Amorós. También fue ilustrador de videojuegos españoles como Freddy Hardest (1987) y Rescate Atlántida (1989) entre otros. Como autor de novelas juveniles publicó títulos como "Cuatro gatos", "Estricnina con yogur", "Acampada de misterios" y "¡Qué me vas a contar de los marcianos!".
En 1995, tras el fallecimiento de Nieto, Ventura continuó publicando nuevos capítulos de Grouñidos en solitario, con ayuda en los guiones de Josep Maria Beà. Durante un tiempo lo compaginó con una viñeta diaria en La Vanguardia. En 2013 delegó el guion de Grouñidos en Ion Arretxe, bajo la firma Ventura & Bisnieto.
Su trayectoria ha sido reconocida entre otros galardones con el Gran Premio del Salón Internacional del Cómic de Barcelona en 1997. Falleció el 25 de marzo de 2024, a los 77 años.